# Povarovo

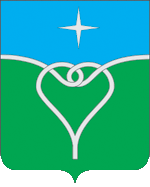
Povarovovs vapen.

Povarovo (ryska Поварово) är en förort till Moskva och ligger cirka 30 kilometer från denna, i Moskva oblast i Ryssland. Folkmängden uppgick till 8 118 invånare i början av 2015.